# 佐々木告
佐々木 告（ささき つぐ、2009年10月12日 - ）は、日本の子役女優、モデル、タレント。
東京都出身。キャロット所属。

## 概要
趣味は、イラストを描くこと、読書、アニメ鑑賞。
特技は、変顔、韓国ドラマの音楽を歌う、K-POPダンス、イラスト。
2020年度に「クイズ!あなたは小学5年生より賢いの?」の名物である「助っ人小学生」の5人の一人 読書大好き文学少女 つぐちゃんとして出演した。

## 出演

### テレビ番組
- ほんとにあった怖い話 夏の特別編2017（2017年、フジテレビ） - ほん怖クラブメンバーズ
- ハナタカ!優越館 第114回（2018年、テレビ朝日）
- クイズ!あなたは小学5年生より賢いの?（2020年4月17日 - 2021年3月、日本テレビ） - 助っ人小学生[3]
- もやモ屋「埋蔵金（まいぞうきん）はどこ？」（2021年、NHK Eテレ） - アヤ 役

### テレビドラマ
- 深夜食堂〜Tokyo Stories Season2〜 第3話（2019年、Netflix） - 小学生女子 役
- ハイポジ （2020年1月11日、テレビ大阪・BSテレ東） - 小沢みどり 役
- 相棒 season19 第7話「同日同刻」（2020年11月25日、テレビ朝日） - 遠峰小夜子（少女期） 役
- 鉄オタ道子、2万キロ 第2話（2022年1月15日、テレビ東京） - 富田花蓮 役
- 夜のあぐら〜姉と弟と私〜（2022年4月9日、BS松竹東急） - 春子（幼少期） 役
- 二十四の瞳（2022年、NHK BSプレミアム・NHK BS4K） - 木下富士子 役
- アトムの童（2022年10月16日 - 、TBS） - 富永海（幼少期） 役
- 0.5の男 第2話 - 最終話（2023年6月4日 - 25日、WOWOW） - 菅原爽香 役
- 婚活1000本ノック（2024年1月17日 - 、フジテレビ） - 南綾子（中高生時代） 役
- ゴールドサンセット 第1話（2025年2月23日、WOWOW） - 川田清海 役

### 映画
- 白羽弥仁監督「みとりし」（2019年9月13日、アイエス・フィールド） - 山本恵 役
- 仮面ライダー電王 プリティ電王とうじょう!（2020年8月14日、東映） - メロン 役
- マイ・ブロークン・マリコ（2022年9月30日、ハピネットファントム・スタジオ） - シイノトモヨ（中学生） 役
- ぼくのお日さま（2024年9月13日、東京テアトル） - ナツコ 役

### CM
- HONDA「企業ムービー～パワーは、未来だ。篇～」（2017年10月20日 - 4クール）
- 日本マクドナルド「マック謎解き探検隊」（2017年 - 2018年12月31日） - つぐ隊長
- コニシ「ボンド　裁ほう上手～色々上手篇～」（2018年4月28日 - 4クール）
- 伊藤忠商事「で、未来よし。蓄電池　佐藤さん篇」（2019年3月29日 - 4クール）
- 日本赤十字社「NHK海外たすけあい～天危機予報～」（2019年11月 - 1年間） - 天危機予報士 役[5]
- 味の素、Cook Doきょうの大皿（2022年）
- NTT東日本 グループCM「つぎのイノベーション」 防災篇（2025年）
- UNIQLO「春は、ニッと♬」（2025年）
- 三井住友銀行 Olive「通帳の人」（2025年）

### Webメディア
- ボーイスカウト PR 動画「一人前かるた」（2017年4月10日 - 1年間）
- ヤマハ音楽教室「Sound World」（2017年5月9日 - 1年間）
- ベネッセ「進研ゼミ小学講座・小1営業」（2017年12月1日 - 1年間）
- カーコンビニ倶楽部「もろコミ 車が月々8000円～の歌」（2017年10月1日 - 1年間）
- ヤクルト本社、ヤクルトレディショートフィルム「あなたは、今日も届けている。」（2021年）[6]